# Death Grips
Death Grips — американская музыкальная группа из Сакраменто, Калифорния. Она состоит из продюсеров Зака Хилла (ударные) и Энди Морина (клавишные), а также вокалиста Стефана Бернетта (более известного как MC Ride). Не являясь фронтменом, Хилл — движущая творческая сила проекта. Вдохновлённое панк-роком, электронной музыкой, нойзом и индастриалом, новаторское и часто трудно поддающееся классификации звучание группы заслужило признание критиков и сделало её культовой среди поклонников.
Группа выпустила микстейп Exmilitary в апреле 2011 года. Дебютный студийный альбом The Money Store вышел годом позже. Вскоре после подписания контракта с Epic Records в 2012 году группа выложила пластинку No Love Deep Web для бесплатной загрузки в нарушение своего контракта и была исключена из лейбла. Пластинка Government Plates увидела свет в 2013 году. Через год группа объявила о своём расформировании. Двойной альбом под названием The Powers That B, выпущенный в 2015 году, должен был стать их последним. Однако в марте группа объявила о мировом турне, возобновив деятельность.
Пятый студийный альбом Bottomless Pit был выпущен в мае 2016 года. Проект Year of the Snitch вышел в июне 2018 года.

## История

### 2010—2011 года. Мини-альбомDeath Grips, микстейпExmilitary
Стефан Бернетт до его музыкальной карьеры в составе Death Grips изучал изобразительное искусство в Hampton University в Хэмптоне, штат Вирджиния и состоял в группе Fyre, в которую, помимо него, входил его брат Swank Daddy и молодой рэпер из Сакраменто Young G. Будучи ещё под псевдонимом MxlPlx, Стефан имел более спокойное исполнение треков, отличающееся от последующих его работ в составе Death Grips. Fyre распалась после того, как брат Стефана женился. В течение остального времени Бернетт работал в пиццерии в Сакраменто и начинал карьеру в качестве художника. Death Grips образовались 21 декабря 2010 года, но были представлены широкой аудитории с синглом «Full Moon (Death Classic)» и видеоклипом к нему в марте 2011 года. 26 апреля 2011 года Death Grips выпустили дебютный микстейп Exmilitary, получивший положительные оценки в The Guardian и на Pitchfork.

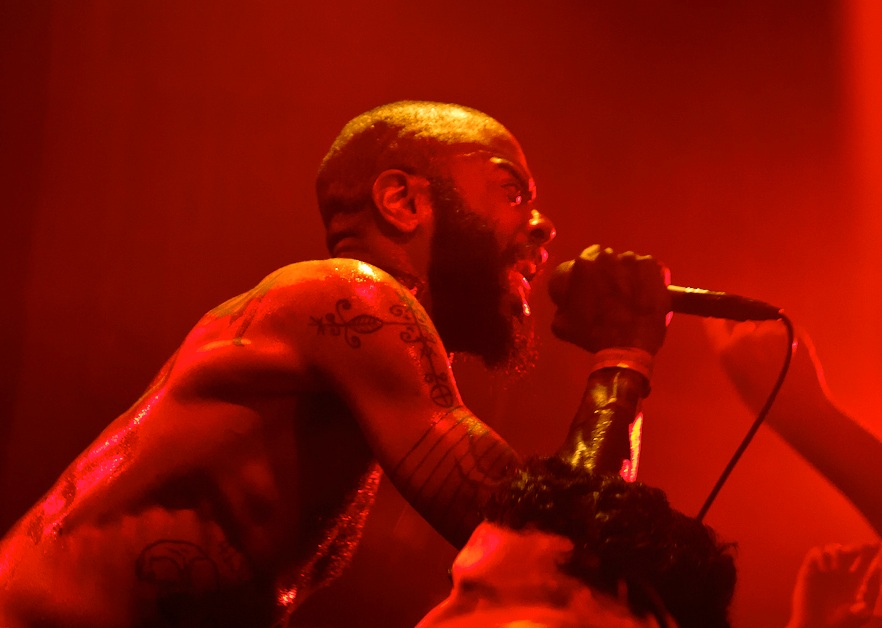
МС Ride на выступлении группы

### 2012 год. Скандал сEpic Records. АльбомыThe Money StoreиNo Love Deep Web
В 2012 году Death Grips подписали контракт с лейблом Epic Records и выпустили два альбома. Первый из них The Money Store вышел 25 апреля; осенью того же года за ним последовал No Love Deep Web. 1 октября, группа самостоятельно выпустила свой второй альбом через веб-сайт, который они выложили в Twitter и Soundcloud, а также в различные файлообменные услуги, включая BitTorrent. Это была, по-видимому, попытка обойти тот факт, что их лейбл не желал выпустить альбом до 2013 года. Группа ушла с лейбла Epic Records 1 ноября из-за проблем, связанных с этим инцидентом, в том числе из-за размещения оскорбительных писем на Facebook в сторону лейбла.

### 2013 год. Художественный фильм. Third Worlds. АльбомGovernment Plates
В марте 2013 года группа выпустила серию видео на их YouTube-канале под названием «No Hands». 20 марта 2013 года было выпущено музыкальное видео на песню «Lock Your Doors», которое было записано на выступлении на фестивале SXSW. Зак Хилл не присутствовал на шоу физически, но играл на барабанах с помощью Skype. 10 мая 2013 года, было объявлено, что Хилл в настоящее время пишет оригинальный художественный фильм. Death Grips будут участвовать с саундтреком фильма. Death Grips 13 ноября 2013 года выпустили новый альбом Government Plates на их сайте и дали ссылку на своей странице Facebook, а также на музыкальные клипы для каждой из одиннадцати новых песен. В песне «Birds» можно услышать, как Роберт Паттинсон играет на гитаре. Об этом стало известно, когда альбом Death Grips «Government Plates», прежде доступный только в цифровом варианте, был выпущен на виниле. Один из пользователей Reddit отметил, что на аннотации к пластинке Роберт Паттинсон указан в качестве гитариста, группа подтвердила информацию: Зак Хилл записал, как Роберт Паттинсон играет на гитаре, на свой смартфон, а затем группа использовала эту запись в треке. В Metacritic, который назначает нормализованный рейтинг из 100 на отзывы от основных критиков, «Government Plates» получил среднюю оценку 75, что указывает на «в целом благоприятный». Альбом был помещен в 43 на спин в 50 лучших альбомов 2013 списка. 8 июля было объявлено, что Death Grips создали и перешли на собственный лейбл Third Worlds. Лейбл был создан с помощью Harvest/Capitol и будет распространяться по Caroline Records. 19 ноября 2013 года «No Love Deep Web» был выпущен на виниле и CD через Harvest Records, а также стал доступен на Spotify.

### 2014—2015 годы. Распад группы. ВыходFashion Week,двойного альбомаThe Powers That B
16 января 2014 года было объявлено, что Warp Music Publishing подписала соглашение с группой на публикацию их творчества. Это соглашение охватывает предыдущие и будущие релизы от мини-альбома Death Grips. 15 марта 2014 года было подтверждено, что у Death Grips будет турне в поддержку Nine Inch Nails и Soundgarden на протяжении всего 2014 лета. В 2014 году Death Grips распалась, об этом они объявили на своей официальной странице в фейсбуке. Они отменили все запланированные концерты на лето 2014 года, но все же выпустили первую часть своего двойного альбома «The Powers That B» — «Niggas on the Moon» и обещали в скором времени выпустить вторую часть под названием «Jenny Death», также этот альбом был записан с отрывками из песен Бьорк, которая позже заявила, что очень гордится участием в работе над их новым альбомом. По словам самих Death Grips, причина распада группы, заявленная в письме — «Мы уже достигли своей творческой кульминации, поэтому самое время остановиться».
5 января 2015 года группа выпустила альбом под названием Fashion Week. Альбом был описан группой как «саундтрек». Это первый и единственный релиз группы без вокала MC Ride, журнал Spin оценил альбом на 7/10. Была утечка этого альбома в виде .zip-файла с названием dgjd-8songs.zip, размещенного на Reddit в конце 2014 года, содержащего 6 треков из альбома и 2 неизданных трека, но изначально отклоненный многими, как подделка. Девушка на обложке альбома — художница Sua Yoo, которая нарисовала обложку The Money Store. Название всех песен одинаково, отличающееся только последними буквами: «Runway J», «Runway E» и так далее, если сложить все последние буквы из списка треков, то получится «JENNY DEATH WHEN» («when», значение — когда), что является отсылкой на название второй части альбома The Powers That B.

### 2016 год. Возвращение.
На своей официальной странице в facebook группа заявила, что они выпустят новый альбом, название которого будет «Bottomless Pit». Также Death Grips заявили о выступлении на фестивале «Coachella» 2016.

## Музыкальный стиль

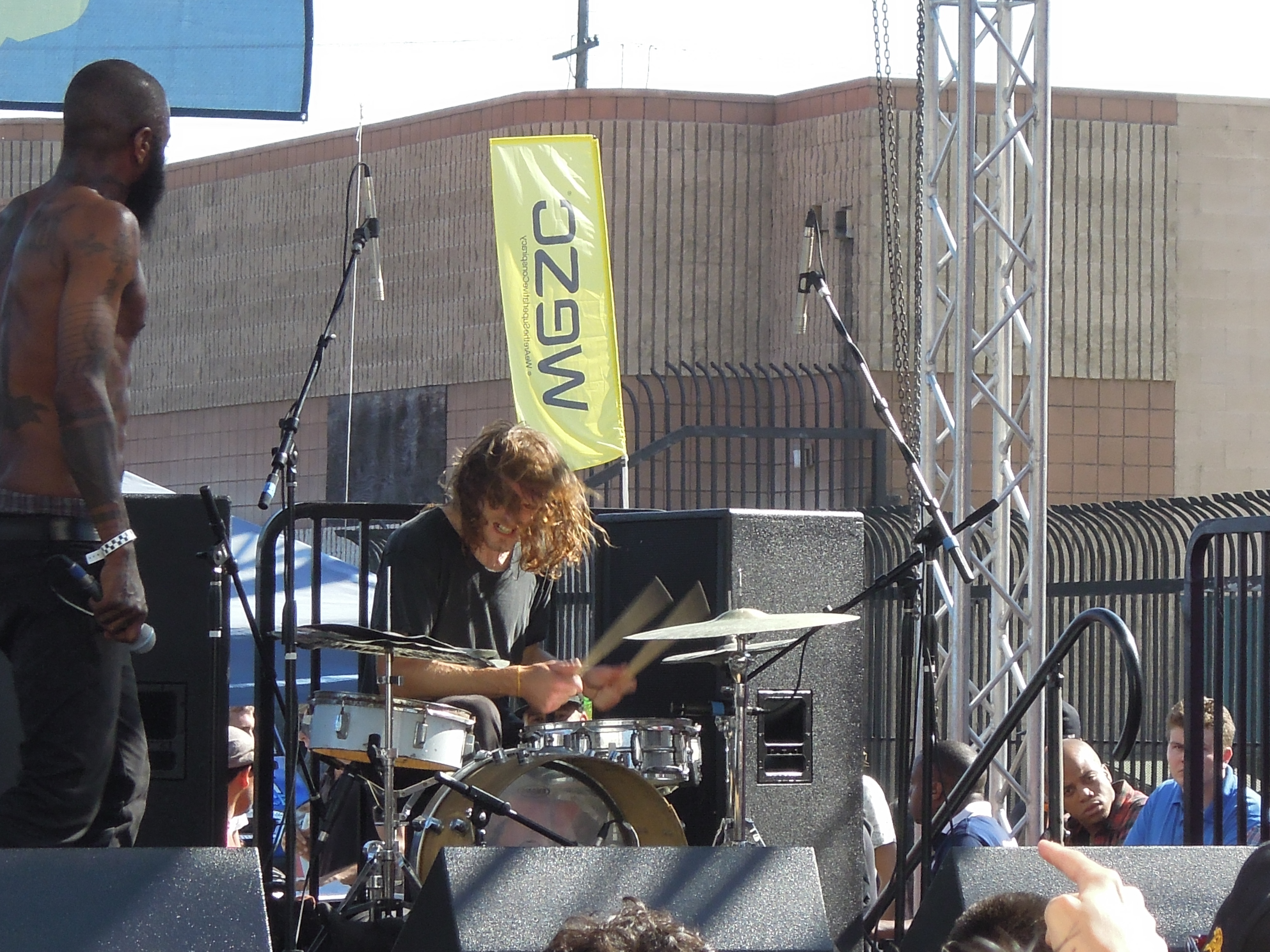
MC Ride (слева) и Хилл (справа) выступают в августе 2011

Музыка Death Grips сочетает в себе множество стилей, включая хип-хоп, панк-рок, электронную музыку, нойз и индастриал. Различные издания характеризуют их музыку как экспериментальный хип-хоп, рэп-рок, электропанк, индустриальный хип-хоп и панк-рэп. Группа известна агрессивным стилем исполнения MC Ride, шумным и часто хаотичным стилем продюсирования, а также мрачными и загадочными текстами песен.
Их живые выступления примечательны тем, что участники ломают музыкальные инструменты. Известен случай, когда Хилл играл на барабанах до такой степени, что получил серьёзную травму. Они также выступали в наручниках или вовсе не появлялись на концерте.

## Признание
Death Grips сделала ремиксы на два трека Бьорк для её пластинки Bastards, выпущенной в 2012 году. Затем певица записала оригинальные вокальные сэмплы для группы, которые она использовала в каждом треке Niggas on the Moon (первой части The Powers That B). Актёр Роберт Паттинсон является поклонником и другом участников коллектива. Он стал автором гитарной партии песни «Birds» из Government Plates. Паттинсон также появился на вирусной фотографии 2013 года с группой и Бейонсе за кулисами концерта последней. Гитарист Серджио Пиццорно из Kasabian назвал их вдохновителями альбома 48:13. По словам Донни МакКаслина, Дэвида Боуи вдохновлялся Death Grips во время работы над своим последним альбомом Blackstar.

## Участники
Нынешний состав
- Стефан Бернетт (MC Ride) — вокал
- Зак Хилл — ударные
- Энди Морин — клавишные

Концертные участники
- Ник Рейнхарт — гитара, сэмплер

## Дискография
Студийные альбомы
- Exmilitary (2011)
- The Money Store (2012)
- No Love Deep Web[англ.] (2012)
- Government Plates[англ.] (2013)
- The Powers That B[англ.] (2015)
- Bottomless Pit[англ.] (2016)
- Year of the Snitch[англ.] (2018)